# 델라비르딘
델라비르딘(Delavirdine)(DLV)(상품명 Rescriptor)은 ViiV Healthcare에서 판매하는 비 뉴클리오시드 역전사 효소 억제제(NNRTI)이다. 인간 면역 결핍 바이러스(HIV)1형 치료를 위한 고활성 항레트로바이러스 요법(HAART)의 일부로 사용된다. 메실레이트(mesylate) 형태로 제공된다. 권장 복용량은 하루에 3번 400mg이다.
비록 델라비르딘(Delavirdine)은 1997년 미국 식품 의약품의 승인을 받았지만 그 효능은 다른 NNRI들 보다 낮으며(특히 에파비렌즈(efavirenz)), 투약일정도 불편하다.
이러한 요인으로 인해 미국 DHHS는 초기 치료의 일부로 사용을 권장하지는 않는다. NNRTI클래스 전반에 걸친 교차 저항의 위험과 복잡한 약물 상호작용 세트로 인해 2차 및 구제요법에서 델라비르딘(Delavirdine)의 역할을 모호하게 하여 오늘날 거의 사용되지 않고있다.

## 상호작용
리토나비어(ritonavir)와 마찬가지로, 델라비르딘(Delavirdine)은 사이토크롬P450 동종효소 CYP3A4의 억제제이며, 많은 약물과 상호작용한다. 그러므로 델라비르딘(Delavirdine)은 다음을 포함한 광범위한 약물들과 함께 투여해서는 안된다. 암프레나비르(amprenavir), 포삼프레나비르(fosamprenavir), 심바스타틴(simvastatin), 로바스타틴(lovastatin), 리팜핀(rifampin), 리파부틴(rifabutin), 리파펜틴(rifapentine), 세인트존스월트(St John's wort), 아스테미졸(astemizole), 미다졸람(midazolam), 트리아졸람(triazolam), 맥각(ergot medications), 위산역류에 대한 여러 약물.

## 부작용
가장 흔한 이상 반응은 중등도에서 중증의 발진으로 최대 20%의 환자에게서 발생한다. 다른 일반적인 부작용으로는 피로, 두통, 메스꺼움이 있다. 간독성도 보고되었다.

## 합성

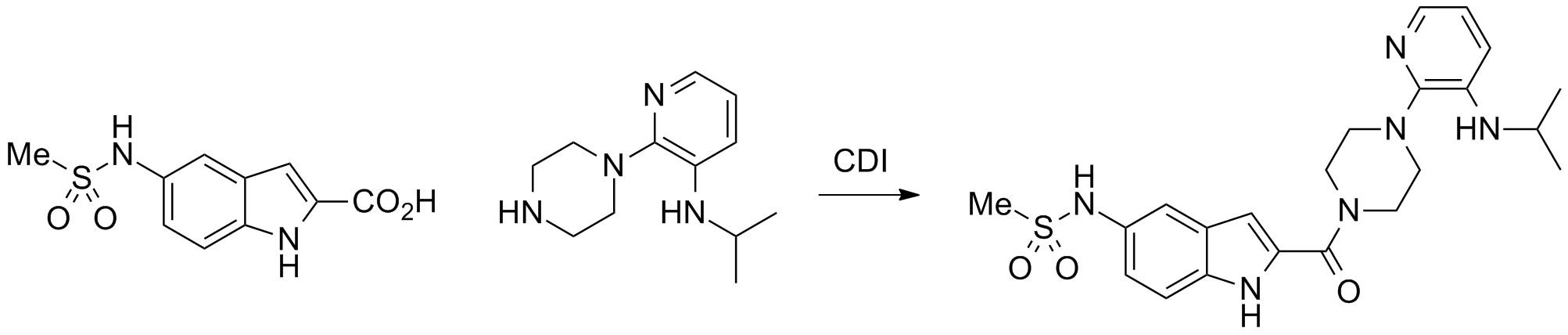
델라비르딘(Delavirdine)의 합성:

아테비리딘(ateviridine) q.v.를 위해 만들어진 합성 스킴의 변형.
아세톤으로 환원적 알킬레이션을 수행하여 보호기를 제거 한 후 2가 얻어진다.
이 아민에 5-Methylsulfonaminoindole-2-carboxylic acid (1)로 아실레이션하면, 아마이드가 얻어지고, 역전사효소 억제제인 아테비르딘(ateviridine)이 생성된다.